# Zijad
Zijad je moško osebno ime.

## Izvor imena
Ime Zijad je muslimansko ime, ki je nastalo iz arabsko-perzijskega izraza ziyâd v pomenu besede »mnogo; preveč; nadvse«  

## Različice imena
- ženska različica imena: Zijada, Zijadeta

## Pogostost imena
Po podatkih Statističnega urada Republike Slovenije je bilo na dan 31. decembra 2007 v Sloveniji število moških oseb z imenom Zijad: 224.